# Stryje Księże
Stryje Księże – wieś w Polsce położona w województwie łódzkim, w powiecie łaskim, w gminie Łask.
W latach 1975–1998 miejscowość administracyjnie należała do województwa sieradzkiego.
Zobacz też: Stryje Paskowe, Stryjewo, Stryjewo Wielkie